# Baphetoidea
Baphetoidea — надродина ранніх примітивних тетрапод, що існувала у кам'яновугільному періоді. До групи відносять родину Baphetidae та два роди Spathicephalus і Eucritta. Викопні рештки представників надродини знайдено в Канаді, Великій Британії та Чехії. Baphetoidea — тупикова гілка тетрапод, яка не залишила нащадків.

## Опис
Відомі, переважно, лише з викопних черепів. Черепи зазвичай низькі, за структурою кісток близькі до примітивних темноспондидів. Жолобки бічної лінії зазвичай присутні. Орбіта розширена вниз і вперед, утворюючи подобу «замкової щілини», розширення перевершує орбіту за розмірами. Є досить значно розвинена «вушна» вирізка (вміщує бризкальце). Небо закрите, як в антракозаврів, будова таблитчатих кісток подібна з такими у темноспонділов. Є шов між щокою і дахом черепа, слухова капсула доходить до таблитчатої кістки (знову ж таки, як в антракозаврів). Зуби лабіринтодонтного типу. Розвинені великі ікла на небі, крайові зуби також великі, дворядні на нижній щелепі. Нижня щелепа висока, вище ніж верхня щелепа. Мабуть, рибоїдні хижаки. Призначення розширення очниці незрозуміле. Висловлюються припущення: у «вікні» могло бути кріплення м'язів, якісь залози або електричні органи.

## Класифікація
- Baphetes
- Eucritta
- Родина Baphetidae
  - Kyrinion
  - Loxomma
  - Megalocephalus
  - Spathicephalus